# Alexandre Couture
Alexandre Couture, alias Alex A., est né le 27 juillet 1987.  Il est un auteur de bande dessinée québécois francophone connu pour les séries : L'Agent Jean, L'univers est un ninja et Les expériences de Mini Jean. C'est en 2011 qu'il publie son premier livre de l'Agent Jean.